# Drug Delivery
Drug Delivery, abgekürzt Drug Deliv., ist eine wissenschaftliche Fachzeitschrift, die vom Taylor & Francis-Verlag veröffentlicht wird. Die Zeitschrift erscheint mit acht Ausgaben im Jahr. Es werden Arbeiten veröffentlicht, die sich mit Fragen der Wirkstofffreisetzung beschäftigen.
Der Impact Factor lag im Jahr 2014 bei 2,558. Nach der Statistik des ISI Web of Knowledge wird das Journal mit diesem Impact Factor in der Kategorie Pharmakologie und Pharmazie an 112. Stelle von 254 Zeitschriften geführt.